# سالوبرنیا
سالوبرنیا (به اسپانیایی: Salobreña) یک دهستان در اسپانیا است که در استان گرانادا واقع شده‌است. سالوبرنیا ۳۴٫۹۱ کیلومتر مربع مساحت و ۱۲٬۷۴۷ نفر جمعیت دارد و ۹۵ متر بالاتر از سطح دریا واقع شده‌است.

## خواهرخوانده
شهرهای تولفا و پرون، سم خواهرخوانده‌های سالوبرنیا هستند.